# Christos Callou
Christos Callou oder Hristos Kaloou (griechisch Χρίστος Καλλόου; * 1955 in Athen) ist ein griechischer Sänger und Schauspieler.

## Leben und Wirken
Er studierte am Nationalen Konservatorium in Athen und betätigte sich als Musicaldarsteller, beispielsweise bei dem Stück Jesus Christ Superstar. In den 1980er Jahren spielte er Nebenrollen in griechischen Fernseh- und Videofilmen. Er wurde durch eine Jury ausgewählt, Griechenland beim Eurovision Song Contest 1990 in Zagreb zu vertreten. Mit dem Popsong Horis Skopo landete er auf Platz 19. Ihn begleitete eine Musikgruppe namens Wave.